# جوبان القواس
 جُوبان القَوَّاس (ت. نحو 680 هـ / نحو 1281 م) هو شاعر عربي.

## اسمه ونسبه
هو جوبان بن مسعود بن سعد الله القواس الدنيسري. توفي في دمشق.
وقيل اسمه: رمضان ولقبه جوبان، أمين الدين الدُّنِيْسري، الشهير بالقوَّاس التوزي، الشاعر المشهور.

## آراء العلماء فيه
قال الإمام شمس الدين محمد الجزري: لم يكن يعرف الخط ولا النحو، وكانت كتابته من جهة التنوين في غاية القوة، بحيث إنه استعار من القاضي عماد الدين محمد الشيرازي درجاً بخط ابن البَوَّاب، ونقل ما فيه إلى درج بورق التوز، وألزق التوز على خشب، وأوقف عليه ابن الشيرازي، فأعجبه، وشهد له أن في بعض ذلك شيئاً أقوى من خط ابن البواب. واشتهر ذلك بدمشق، وبقي الناس يقصدونه، ويتفرجون عليه. وكان له ذهن خارق. انتهى كلام الجزري.

## من أشعاره
قال ابن تغري بردي: وكان له نظم جيد، من ذلك قوله:
جاءت سحراً تشقُّ فجر الغَلَس ... كالطَّيف توارت في ظلال الخُلَس
ما أطيب ما سمعت من منطقها ... لا تسل ما لاقيتُه من حَرَسِي

## وفاته
مات في حدود الثمانين وستمائة.